# モンキーチャック
モンキーチャックは、ケイダッシュステージに所属していたお笑いコンビ。2002年結成。2010年6月解散。現在は2人とも芸人を引退している。解散後、星は映像編集業者を経て外資系企業日本支部の営業社員として活動し、ちゃごは教師として活動。

## メンバー
星 飛雄馬（ほし ひゅうま）
本名は同じ、1978年3月13日生まれ。ボケ担当。立ち位置は向かって左。
福島県南会津郡出身。血液型B型。福島県立若松商業高等学校、千葉商科大学商経学部経済学科卒業。
飛雄馬という名前は読売ジャイアンツファンの父親の栄三郎が、『巨人の星』の同名の主人公の名前から命名。父親は息子に野球選手になってもらいたかったらしい。以前は阪神タイガースファンだったが、その後、父親の影響で巨人ファンとなる。
サッカー好きだが、中学時代は父親の空気を読んで野球部に所属する。しかし、星も含めて部員数は10名で、星はチーム唯一の補欠となる。妹は「明子」と父親が名づけようとするが、親戚が止める。好物はラーメン。
尊敬する芸人はさまぁ〜ずの大竹一樹。漫才ではメガネをかけることがあり（尊敬する大竹をもじってつけた）、メガネをネタにすることもある。
ピンで芸をする際は自分の名前に関するエピソードを自虐川柳で披露しており、『エンタの神様』（日本テレビ）や『あらびき団』（TBSテレビ）等に出演した。
2008年にはまったくのプライベートで「大リーグボール養成ギプス」を装着し富士山を登頂。理由は「自分を生まれ変わらせるため」。ピンでネタをする際に「バットは折っても心は折りませんから。」と前向きな姿勢を見せる。
引退後はライブにおける映像の編集等に携わった後、2021年12月現在外資系企業の日本支部の営業をしている。
ちゃご
本名は真砂 武史（まさご たけし）、1975年4月5日生まれ。ツッコミ担当。立ち位置は向かって右。
埼玉県大宮市（現・さいたま市）出身。血液型A型。埼玉県立浦和高等学校、早稲田大学商学部卒業。元あさひ銀行（現・りそな銀行）員。
派手なピンクの髪がトレードマークで、見た目のインパクトはかなり強い。
幼少の頃から大の読売ジャイアンツファン。小学から高校まで野球部、現在も草野球を続けている。既婚者で娘がいる。尊敬する芸人はさまぁ〜ずの三村マサカズ。
引退後はテレビの企画で挑戦した東大受験の経験を生かし教育者に転身。塾講師、映像授業講師（中学英語、高校英語、TOEIC、英検、公務員試験など）、ネット授業、予備校模試作題などで活動後、2012年10月に大学時代の友人と「千葉ニュータウンの英語塾 NEVER TOO LATE」を開校。「学ぶのに遅すぎることは、決してない。」「すべての生徒に、勉強のおもしろさを。」をテーマに小中高生の指導にあたっている。

## 略歴
早稲田大学卒業後、銀行に就職したちゃごはメガバンク再編前に銀行を退職。芸能界に憧れるが入り方が分からず、フロム・エーで見つけた芸能事務所に入る。同じ頃、千葉商科大学を卒業した星は就職活動に失敗し、フロム・エーで見つけた芸能事務所に入る。
大のジャイアンツファンであるちゃごが、星の名に食いつく。ちゃごは強引に星を誘いコンビ結成。2人は芸能事務所を辞める。その後2年間フリーで活動し、ケイダッシュに入る。
2007年、ちゃごが『ド短期ツメコミ教育!豪腕!コーチング!!』の企画で東京大学文科三類を受験するも、センター試験の第1段階選抜で2点足らず（718/900点満点）に不合格。同年6月に再度受験することを発表し活動休止。2008年春まで星がピンで活動。2008年1月、ちゃごが2度目の東大入試に挑戦するが、センター試験の第1段階選抜で3点足らず（745/900点満点）不合格。コンビ活動再開と同時に再受験する事を発表。2009年春、ちゃごが3度目の東大入試に挑戦。代ゼミ東大模試で合格A判定を獲得し「芸能界一東大に近い男」として期待され、初めてセンター試験の第1段階選抜を突破するも、2次試験を突破できず不合格。

## 出演番組

### テレビ
- 爆笑オンエアバトル（NHK総合）戦績1勝5敗 最高469KB
- ド短期ツメコミ教育!豪腕!コーチング!!（テレビ東京）ちゃごのみ
- ナンだ!?（テレビ朝日）
- エンタの神様（日本テレビ）星のみのキャッチコピーは「実録!悲劇のエース」、2人で登場したときのキャッチコピーは「飛び跳ねる変化Q」
- おはスタ（テレビ東京）
- 東京金歯（BSフジ）
- お台場冒険王（フジテレビ）
- ヒガシヨリ（あっ!とおどろく放送局）
- 趣味悠々（NHK教育）似顔絵講座モデル
- スーパーニュース内1コーナー（福島テレビ・フジテレビ系）
- チャンネル北野eX（フジテレビ721）「氷点下ライブ」
- あらびき団（TBSテレビ）星のみ
- お笑いDynamite!（TBSテレビ）星のみ、キャッチコピーは「お笑い界の巨人の星現る」
- 爆笑レッドカーペット（フジテレビ）星のみ、キャッチコピーは「試練の道を歩みます」 - 2009年3月4日放送で、初登場ながらレッドカーペット賞受賞（初登場で、カムバックレッドカーペットに登場せずに受賞したのは彼のみ。）

### ラジオ・新聞・雑誌
- 吉田照美のやる気MANMAN!（文化放送）
- オードリーのオールナイトニッポン（ニッポン放送）2021年12月18日 ※解散後
- サンケイスポーツ（産業経済新聞社）
- 笑芸人（白夜書房）
- お笑いタイフーンvol.10（エンターブレイン）